# Joseph Gian
Joseph Gian (North Miami Beach (Florida), 13 juli 1961), geboren als Joseph Rico Giangrosso, is een Amerikaanse acteur, zanger en liedjesschrijver.

## Carrière
Gian maakte zijn acteerdebuut in 1983 met de film Blue Skies Again. Hij werd vooral bekend door zijn rollen in Hooperman (1987–1989) als Rick Silardi (42 afleveringen), Knots Landing (1989–1993) als Tom Ryan (39 afleveringen) en Beverly Hills, 90210 (1996) als Kenny Bannerman (9 afleveringen).

## Filmografie

### Films
Uitgezonderd korte films.
- 2019: Stano – fan
- 2017: But Deliver Us from Evil – pastor Robert Knight
- 2014: Henry & Me – vader van Jack (stem)
- 2000: Return to Me – zanger
- 2000: Blood Money – Joey Restrelli
- 1988: Blackout – Luke Erikson
- 1987: The Night Stalker – Buddy Brown
- 1987: Death Before Dishonor – Manuel Ramirez
- 1983: Happy Endings – Mario
- 1983: A Night in Heaven – Pete Bryant
- 1983: Bleu Skies Again – Calvin Berry

### Televisieseries
Uitgezonderd eenmalige gastrollen.
- 1996: Beverly Hills, 90210 – Kenny Bannerman (9 afl.)
- 1989–1993: Knots Landing – Tom Ryan (39 afl.)
- 1987–1989: Hooperman – Rick Silardi (42 afl.)